# فرزة
الفَرْزة هي تجويف أو أخدود مقطوع في حافة قطعة من مادة قابلة للتشكيل، عادة ما تكون من الخشب.